# Duodo

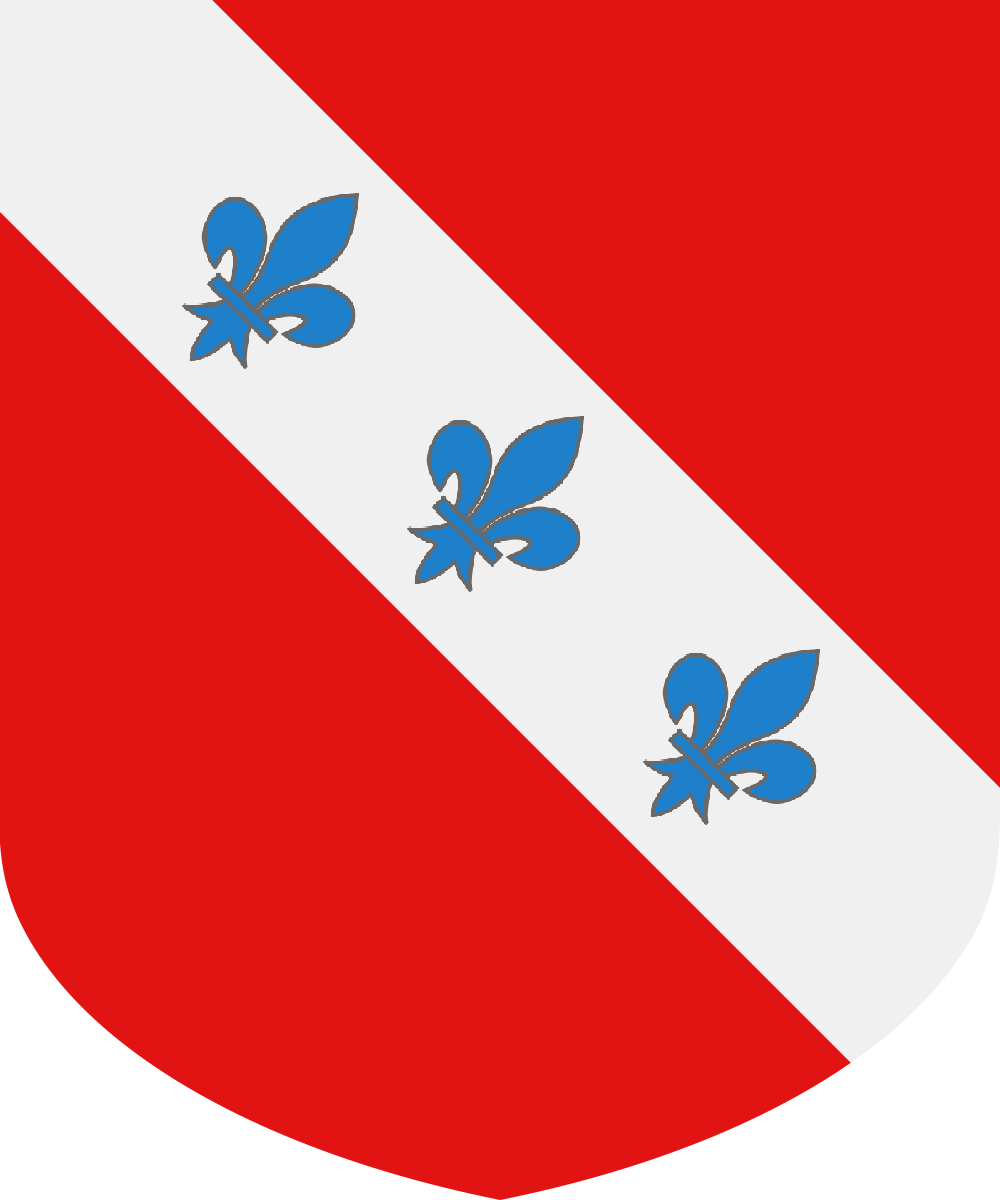
Stemma Duodo

I Duodo furono una famiglia patrizia veneziana, annoverata fra le cosiddette Case Nuove.
Famiglia veneziana di lunga data, fu fondata nella parrocchia di Santa Maria Zobenigo. Le sue origini non sono chiare: sarebbe della Slavonia, del Peloponneso o tedesca. Diede dall'XI secolo comandanti agli eserciti e procuratori di San Marco. Fu inclusa nella nobiltà alla serrata del Maggior Consiglio.

## Storia
Sembra che questo casato discendesse da una nobile e potente famiglia della Slavonia, o forse della Germania.
Annoverata tra le famiglie aristocratiche della laguna già nei primi secoli della storia di Venezia, rimase all'interno del Maggior Consiglio anche dopo la serrata del 1297.
Alla caduta della Serenissima Repubblica, la famiglia era divisa in due differenti rami.

## Insegne
Le insegne dei Duodo sono composte da una fascia d'argento caricata con tre fiori di giglio in campo di gueules (rosso).

## Personalità illustri
- Leonardo, membro del Consiglio dal 1265 al 1302;
- Simeone Duodo e Pietro Duodo, eredi di Leonardo, prestatori allo Stato nel 1379,
- Pietro, fino al 1483 comandante dell'esercito sul Lago di Garda e nel 1495 capo dei cavalieri albanesi durante la campagna del Taro; fece un pellegrinaggio alla chiesa e alle sette cappelle che costruì a Monselice;
- Francesco (1518-1592), ammiraglio, comandante generale della Battaglia di Lepanto nel 1571, divenne poi procuratore di San Marco;
- Domenico, fratello di Francesco, ottenne la stessa carica dopo la morte di Francesco;
- Pietro, figlio del precedente, uomo istruito e onorato di molte ambasciate che, di ritorno nel 1588 dalla Polonia, ricostruì con l'architetto Vincenzo Scamozzi il palazzo Duodo presso Santa Maria Zobenigo sulle future Fondamenta Duodo; costruì il santuario delle sette chiese a Monselice e morì nel 1611.

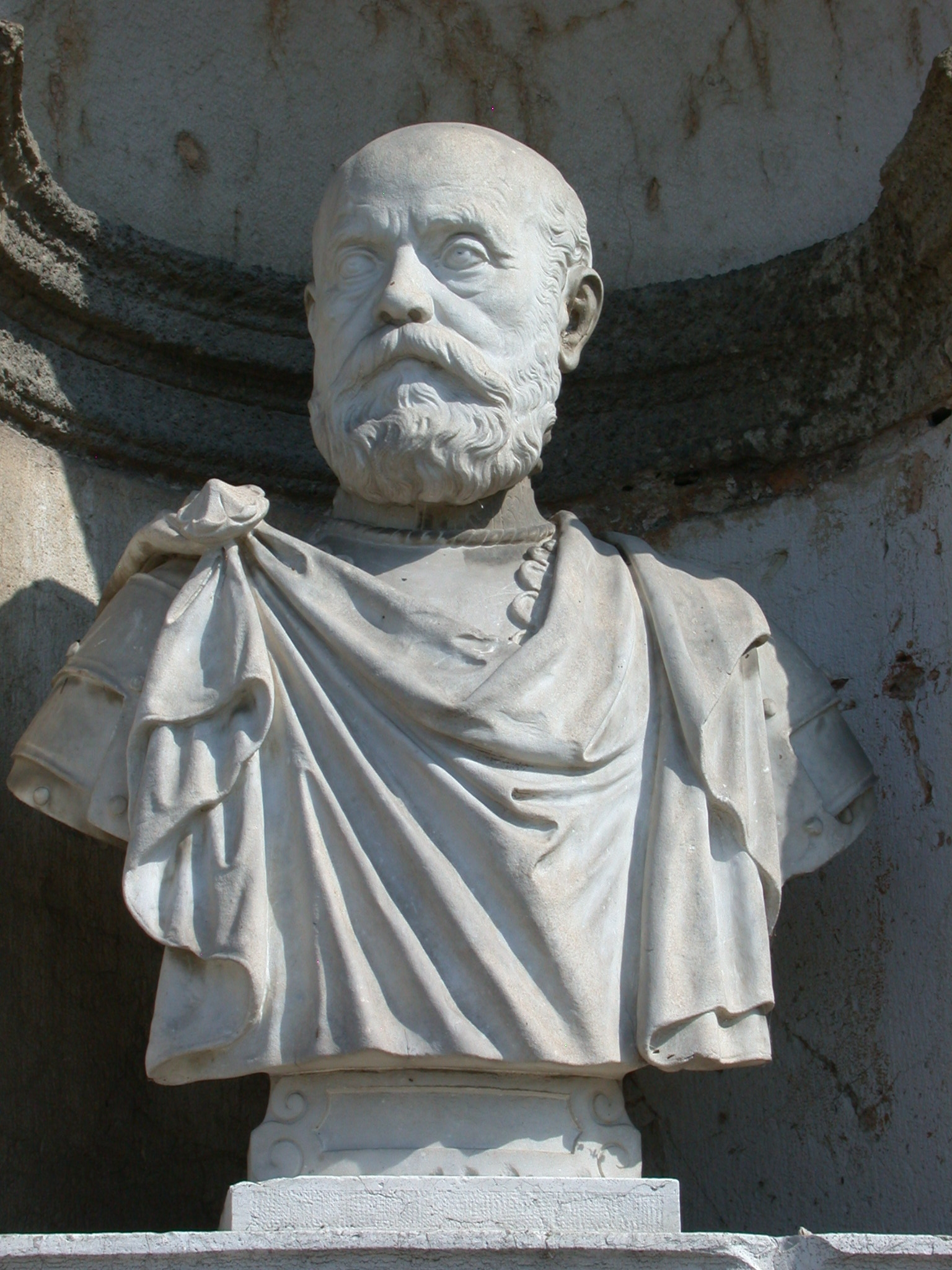
Francesco Duodo
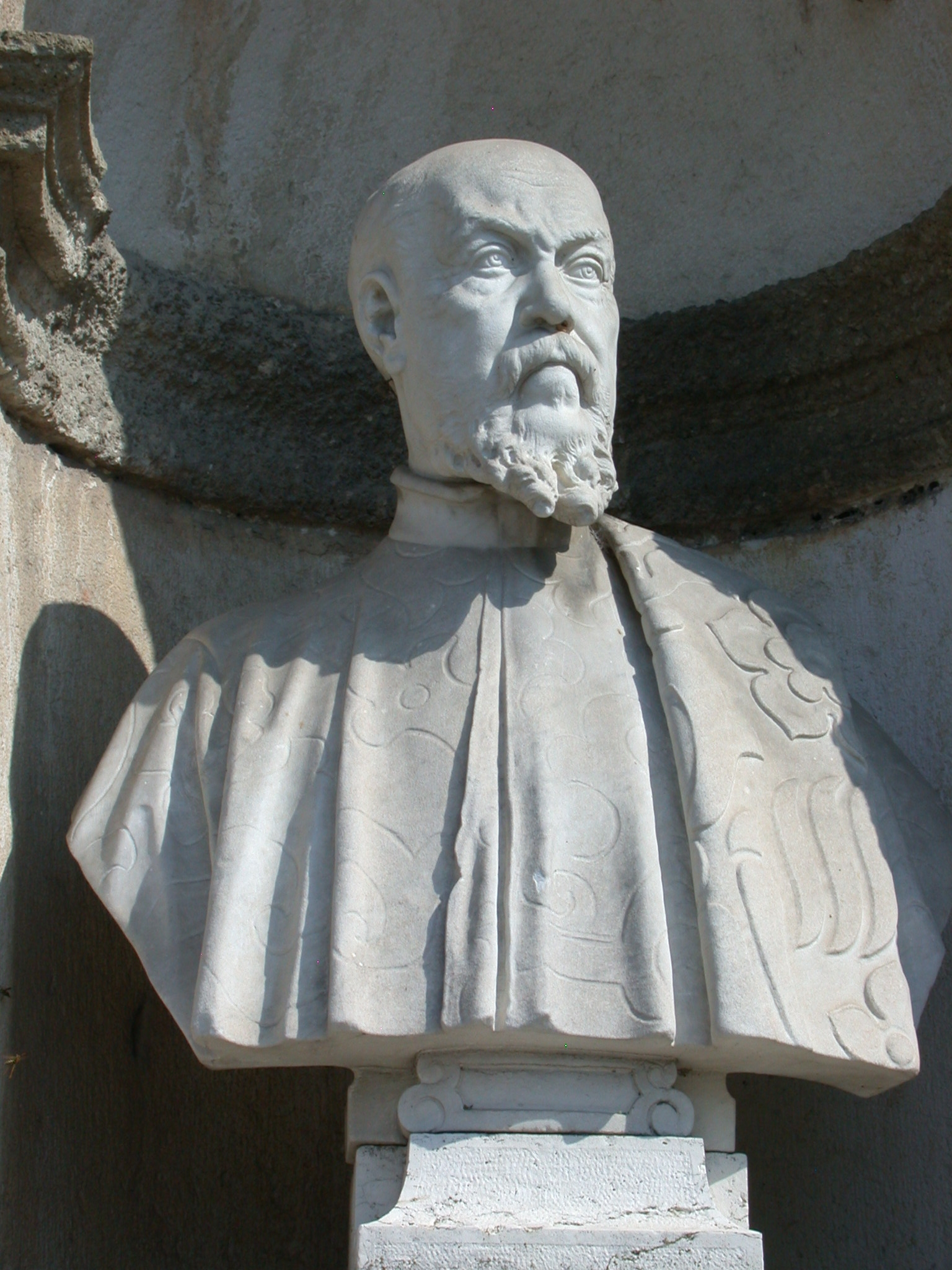
Domenico
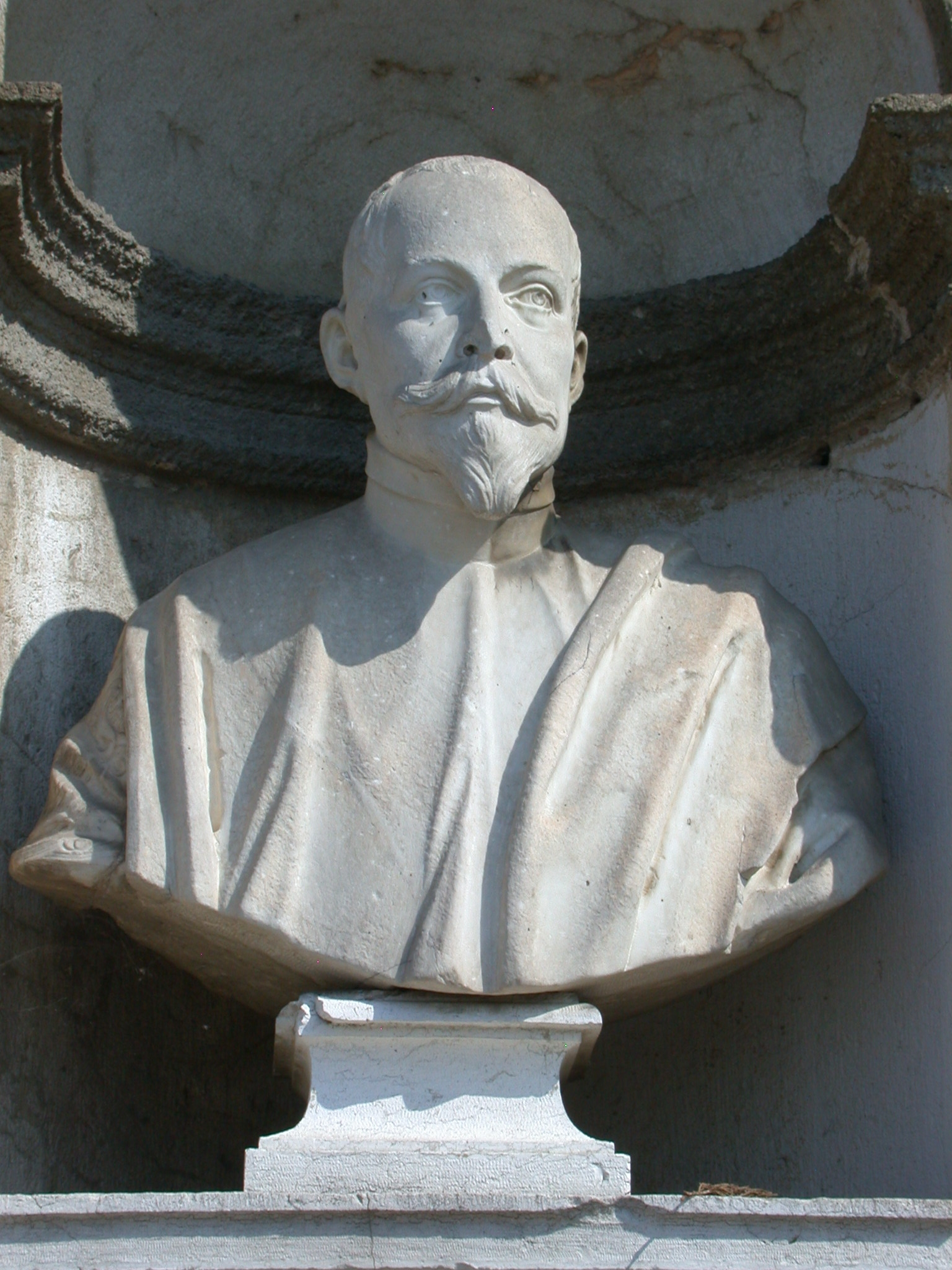
Pietro

## Luoghi e architetture
- Palazzo Duodo, a Santa Croce;
- Palazzo Duodo a San Fantin, a San Marco;
- Palazzo Duodo a Sant'Angelo, a San Marco;
- Palazzo Duodo Balbi Valier, sempre a San Marco;
- Villa Duodo, a Monselice;
- Villa Tiepolo, Duodo, Nalon, Grande, a Zianigo di Mirano;
- Villa Duodo, Trevisanato, Melichi, Zoppolato, a Mogliano Veneto.

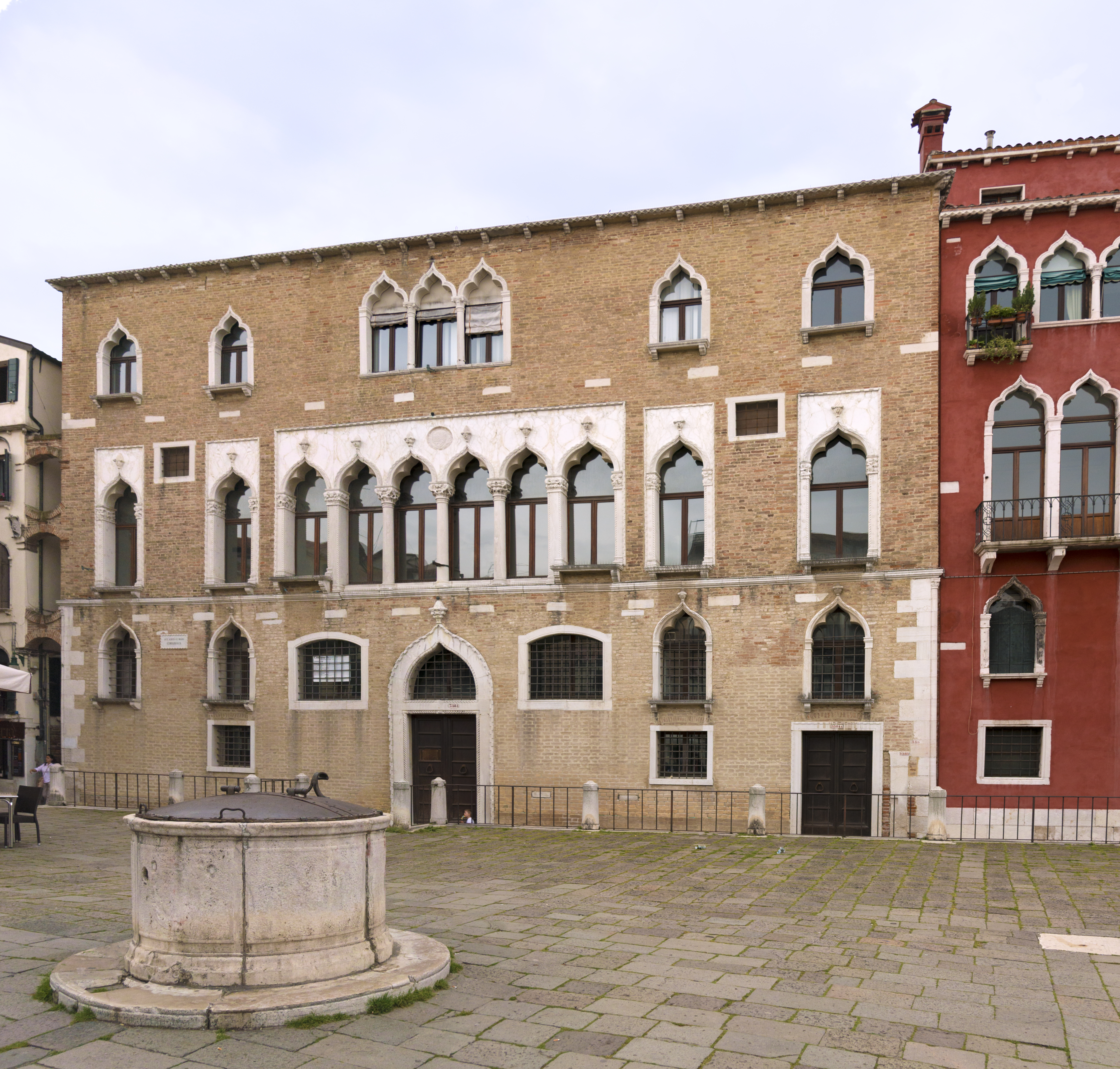
Facciata di Palazzo Duodo in Campo Sant'Angelo, Venezia
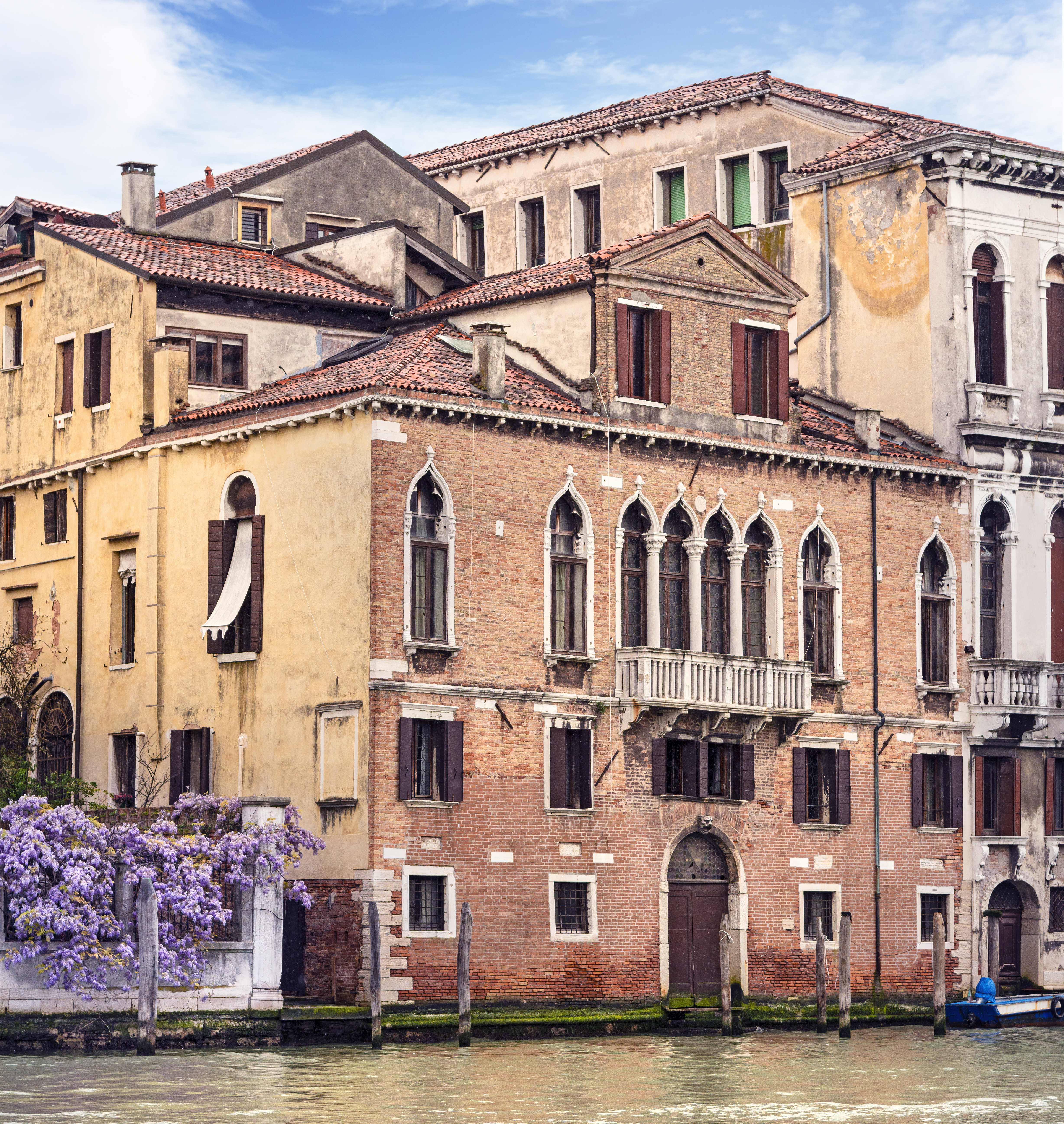
Palazzo Duodo Balbi-Valier a Santa Croce
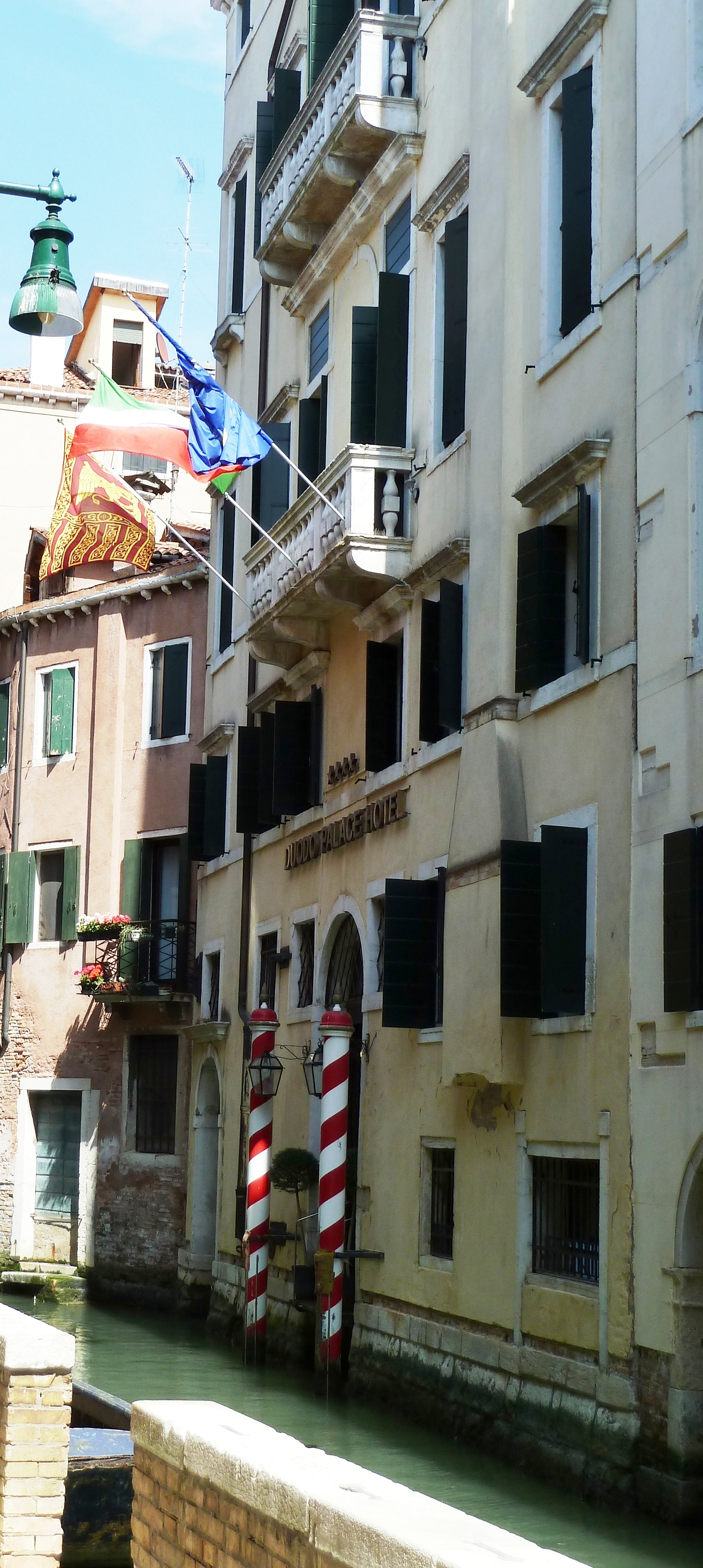
Palazzo Duodo a Sant'Angelo

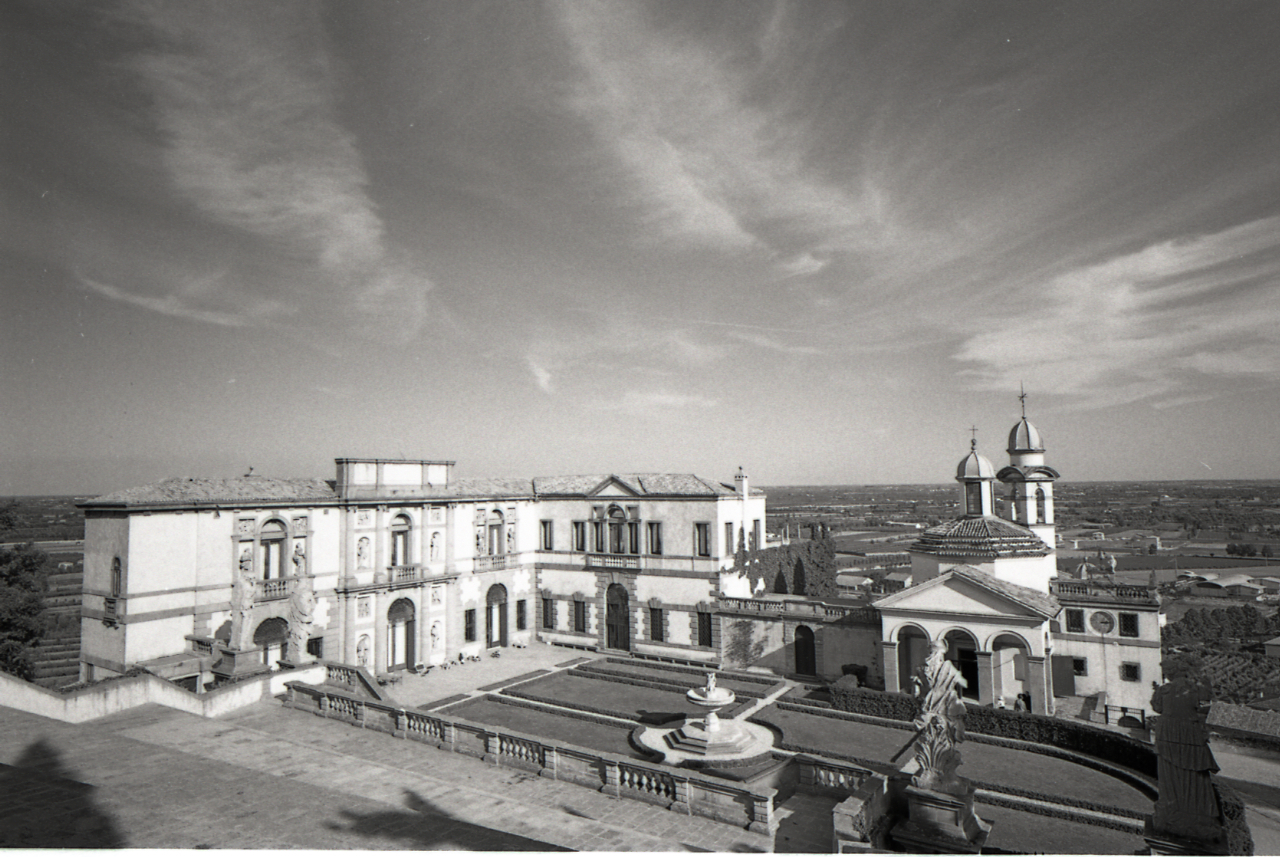
Villa Duodo a Monselice (foto di Paolo Monti, 1967)
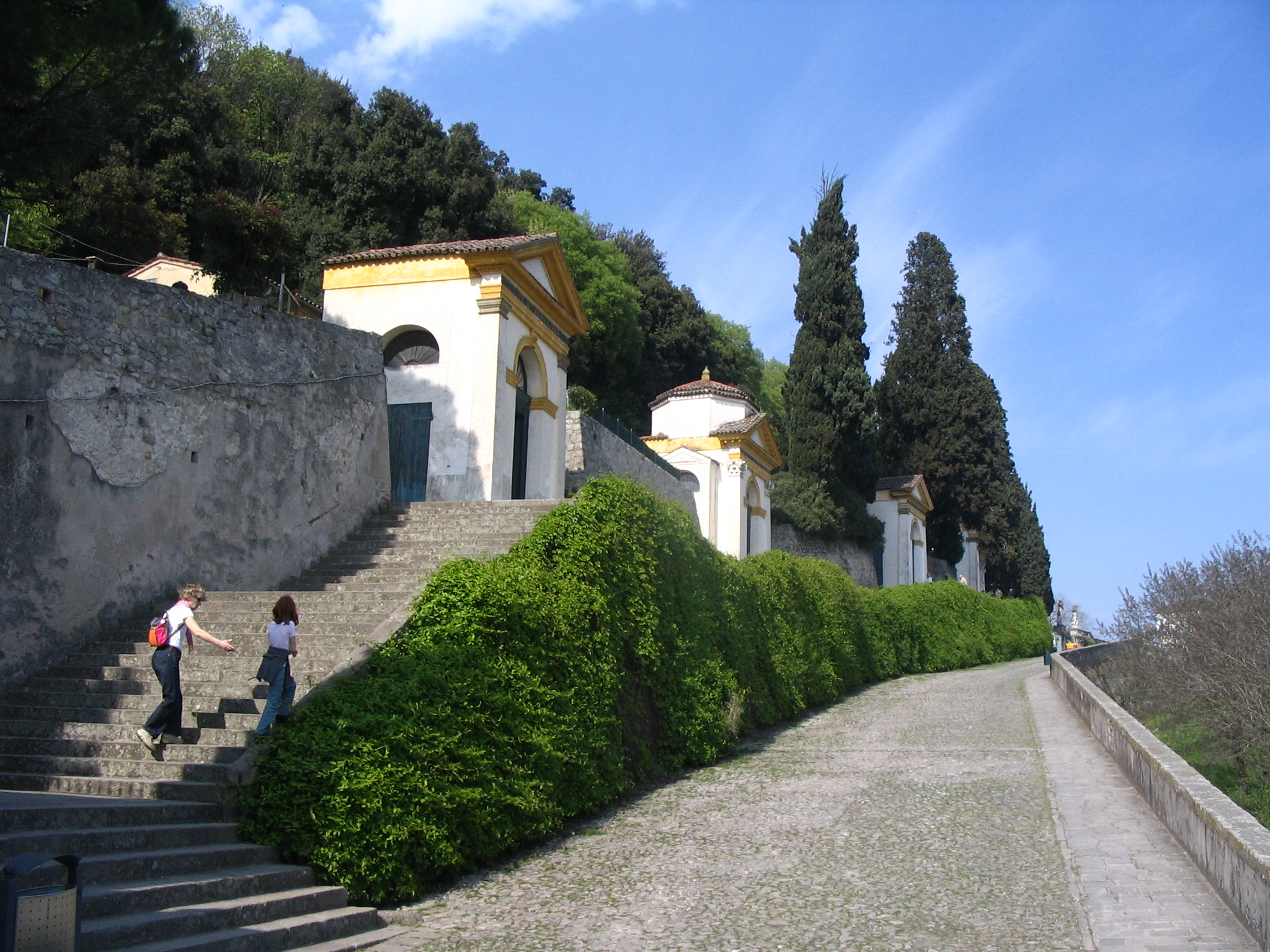
Santuario delle sette chiese a Monselice